# 中堆 (六堆)
中堆，六堆之一，為朱一貴事件發生後到西元1895年的乙未戰爭之間存在於屏東平原的一自衛組織。

## 範圍

六堆分布圖，黃色部分為中堆。

在清治時期包含港西下里的頓物庄、南勢庄、二崙庄、西勢庄、老北勢庄、新北勢庄等，分別為日治時期的竹田庄轄下的竹田、南勢、二崙、西勢與內埔庄的新北勢、老北勢六個大字。

## 組織
每堆設總理與副總理各一名外，持旗之正副旗手二人、率隊之正副先鋒二人、專司聯絡的長幹一人、專司備糧事務的督糧一人。

## 轄庄演變

### 光緒年間
上：新北勢、竹頭角、西勢庄、竹圍仔、四什份、老北勢、楊屋角、頂頭屋、八壽坡、四座屋、七座屋等十一庄。
下：二崙庄、南勢庄、頓物庄、和尚林、新街庄、頭崙庄、美崙庄、達達庄、頓物潭、溝背庄等十庄。

### 明治年間
上：西勢、南勢、竹圍、虞埔、新北勢、老北勢、楊屋角、四什份、上竹頭、八壽碑(埤)等十庄。
下：上和順林、下和順林、中崙、二崙、頓物、崙上、糶糴、溝背、尾崙、新街、頭崙、頓物潭、羅經圈等十三庄。

### 昭和年間
上：新北勢、竹頭角、西勢、竹圍子、四什份、楊屋角、八壽坡、四座屋、和順林、老北勢、頂頭屋等十一庄。
下：二崙、南勢、頓物、和尚林、新街、頭崙、糶糴、頓物潭、溝背、履豐、崙上、美侖等十二庄